# Conseil d'État du canton de Schwytz
Pour les autres articles nationaux ou selon les autres juridictions, voir Conseil d'État.
Le Conseil d'État du canton de Schwytz (en allemand : Regierungsrat des Kantons Schwyz) est le gouvernement du canton de Schwytz, en Suisse.

## Description
Le Conseil d'État est une autorité collégiale, composée de sept membres. 
Le président porte le titre de Landammann, son suppléant celui de Landesstatthalter.
Chaque conseiller d'État est à la tête d'un département (en allemand : Departement). Les départements portent les noms suivants :
- Département de l'intérieur (Departement des Innern)
- Département de l'économie (Volkswirtschaftsdepartement)
- Département de la formation (Bildungsdepartement)
- Département de la sécurité (Sicherheitsdepartement)
- Département des finances (Finanzdepartement)
- Département des constructions (Baudepartement)
- Département de l'environnement (Umweltdepartement).

## Élection
Les membres du Conseil d'État sont élus au scrutin majoritaire à deux tours pour une période de quatre ans. Leur élection doit coïncider avec celle du Conseil cantonal. Le Landammann et le Landestatthalter sont élus pour deux ans par le Conseil cantonal parmi les membres du gouvernement.

## Composition actuelle (législature 2024-2028)
- Damian Meier (PLR)
- André Rüegsegger (UDC)
- Petra Steimen-Rickenbacher (PLR)
- Herbert Huwiler (UDC)
- Sandro Patierno (Le Centre)
- Michael Stähli (Le Centre)
- Xaver Schuler (UDC)

## Anciennes compositions

### Législature 2020-2024
- Petra Steimen-Rickenbacher (PLR), département de l'intérieur. Présidente de 2020 à 2022
- Andreas Barraud (UDC), département de l'économie. Remplacé en 2023 par Xaver Schuler (UDC)[10]
- Herbert Huwiler (UDC), département de la sécurité
- Kaspar Michel (PLR), département des finances. Remplacé en 2023 par Damian Meier (PLR)[11]
- Sandro Patierno (Le Centre), département de l'environnement
- André Rüegsegger (UDC), département des constructions
- Michael Stähli (Le Centre), département de la formation

### Législature 2016-2020
- Othmar Reichmuth (PDC), département des constructions. Président de 2016 à 2018
- Kaspar Michel (PRD), département des finances. Président de 2018 à 2020
- Andreas Barraud (UDC), département de l'économie
- René Bünter (UDC), département de l'environnement
- André Rüegsegger (UDC), département de la sécurité
- Michael Stähli (PDC), département de la formation
- Petra Steimen-Rickenbacher (PRD), département de l'intérieur

### Législature 2012-2016
- Walter Stählin (UDC), département de la formation. Président de 2012 à 2014
- Andreas Barraud (UDC), département de l'environnement. Président de 2014 à 2016
- Kaspar Michel (PRD), département des finances
- Othmar Reichmuth (PDC), département des constructions
- André Rüegsegger (UDC), département  de la sécurité
- Petra Steimen-Rickenbacher (PRD), département de l'intérieur
- Kurt Zibung (PDC), département de l'économie

## Histoire
Le Conseil d'État schwytzois est élu par le peuple depuis 1898. 
Le Parti démocrate-chrétien (PDC, divisé avant 1971 en Parti conservateur populaire et Parti chrétien-social) détient la majorité au Conseil d'État jusqu'en 2004. Le Parti radical-démocratique (PRD), qui porte le nom de Parti libéral populaire (Liberale-Volkspartei) dans le canton jusqu'en 2000, détient deux sièges au gouvernement depuis 1920, avec une interruption de deux ans de 2008 à 2010 où il n'en détient qu'un. 
Le Parti socialiste (PS) entre pour la première fois au gouvernement en 1944 avec Josef Heinzer. Il y détient un siège sans interruption jusqu'en 2012. L'Union démocratique du centre (UDC) accède, elle, au gouvernement en 2004. Elle obtient deux sièges en 2008, puis devient le parti le plus représenté au gouvernement à partir de 2012 avec trois sièges.
En 1988, Margrit Weber-Röllin (PDC) est la première femme élue au gouvernement. Elle devient aussi la première femme à le présider, de 1992 à 1994. Il faut attendre plus de 25 ans pour qu'une deuxième femme accède à la fonction de Landammann, en la personne de Petra Steimen-Rickenbacher (PRD).

### Bases légales
- Constitution du canton de Schwytz (Cst./SZ) du 24 novembre 2010 (état le 22 mars 2019), RS 131.215.
- Gesetz über die Organisation des Regierungsrates und der kantonalen Verwaltung (RVOG/SZ) du 27 novembre 1986, SZ 143.110